# Церква Пресвятої Трійці (Зарваниця)

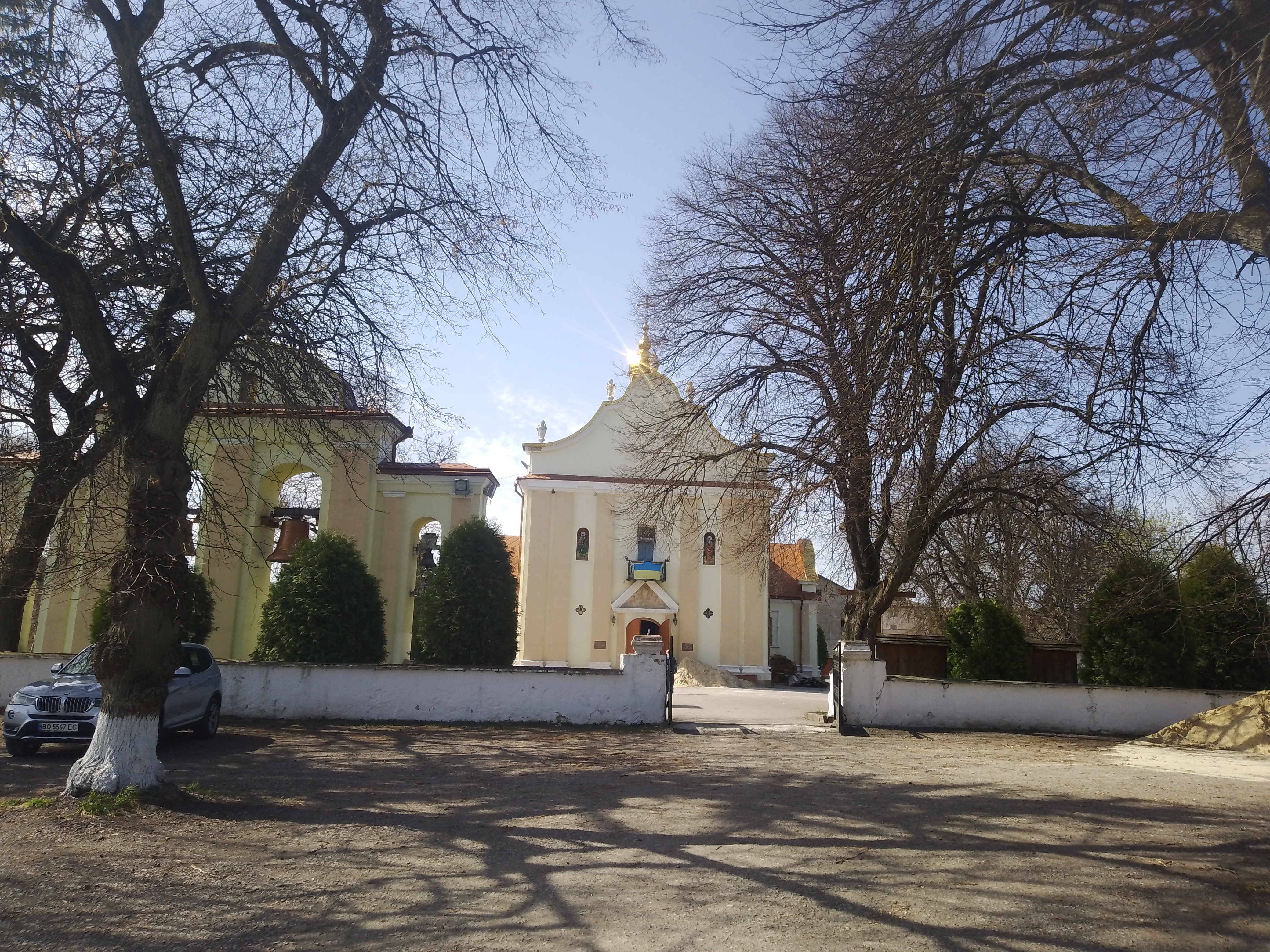
Церква Пресвятої Трійці. 2025 р.

Церква Пресвятої Трійці в Зарваниці — культова споруда в селі Зарваниця Тернопільського району Тернопільської області, Україна. Парафіяльна церква УГКЦ. Належать до 3арваницького духовного центру УГКЦ. Споруджена у 1747—1754 роках. Місце перебування двох чудотворних ікон: ікони Божої Матері Зарваницької та ікони Розп'ятого Спаса Ісуса Христа (втрачена).

## Історичні відомості

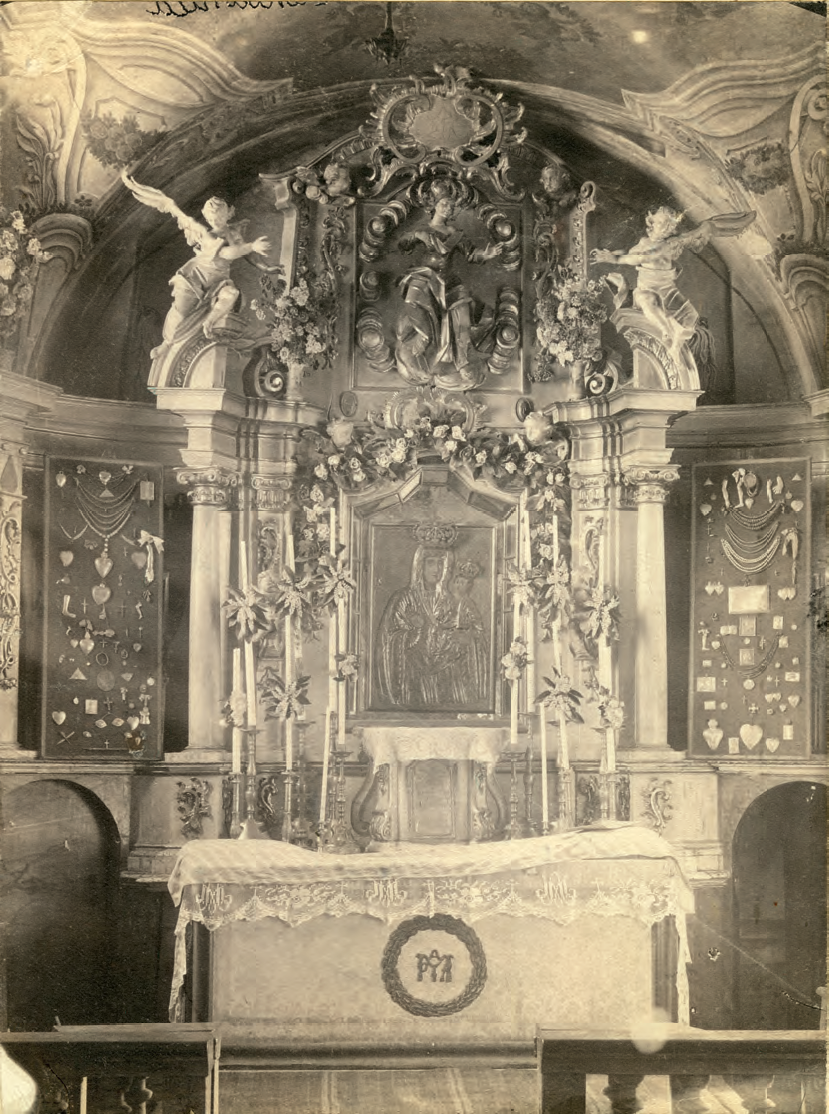
Вівтар чудотворної ікони Матері Божої Зарваницької

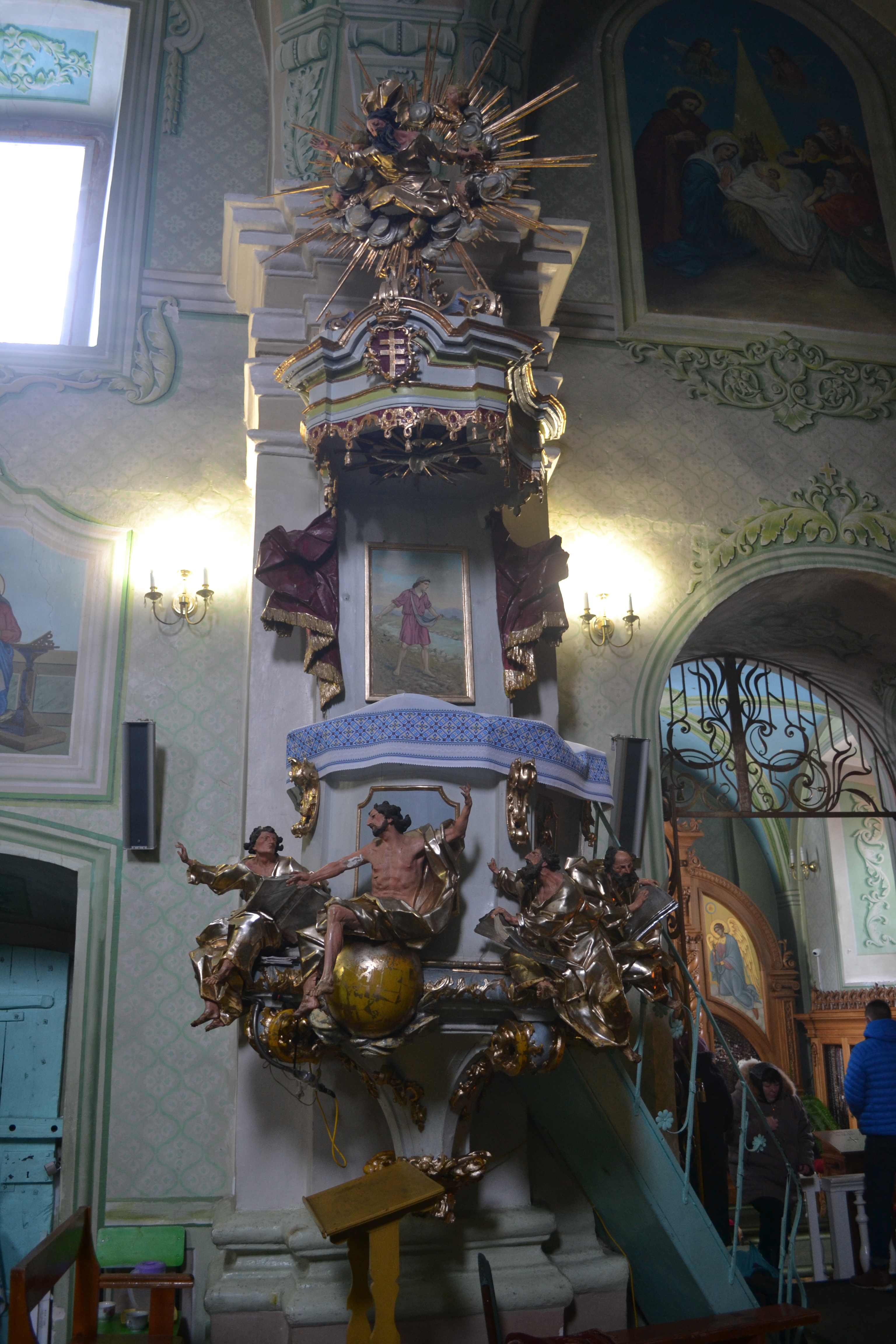
Проповідальниця, 1759 рік

### Заснування мурованого храму
Згідно з фундаційним актом 1747 року, власник Зарваниці, чернігівський воєвода Пйотр Міхал Мйончинський гербу Сухекомнати, отримав від Зарваницької ікони Розп'ятого Спасителя «чудотворну ласку». За його кошти було збудовано та облаштовано мурований храм, гідний цього чудотворного образу. Це був один із високоякісних зразків галицької архітектури в стилі бароко. Його будували з каміння, взятого зі зруйнованого кримськими татарами замку в Полісюках, що за два кілометри від Зарваниці. За архівними даними, опрацьованими о. Андрієм Мельником у його книзі про Зарваницю, в замку також знаходилася «аріанська», тобто социніанська церква.
|  | Замок у Зарваниці був обнесений стіною з воротами. У ньому був храм аріан, які сповідували це «сектантство» разом із власником Зарваниці. Раніше ці власники були пов'язані з католицькою родиною Ходоровських, дідичами Золотників [протягом XV століття]. І в самій Зарваниці спочатку сповідували католицький обряд, як свідчать нотаріальні акти церкви в Золотниках. Оригінальний текст (лат.) Arx in Zarwanica fuit murata cum porta in eadem fuit templum Arianorum, qui et Zarwanicae haeres eam sectam profitebantur prius hi haeredes juncti fuere familiae Chodorowski haeredibus Zlotnicensibus catholicis et catholicam religionem primo Zarwanicae profitentes fuere, testantur breviaria acta Ecclesiae Zlotniki. |

Соцініани були ревними унітаристами, протистояли з великим завзяттям культу Пресвятої Трійці. Не дивно, що на противагу «єретикам» у церкві над великим престолом був намальований Нікейський собор, а сама церква постала під назвою Пресвятої Трійці.
1754 року дерев'яна церква святого Івана Хрестителя згоріла; на місці, де вона стояла, отець Петро Білинський у 1901 році поставив кам'яний хрест. У тому ж році було завершено спорудження храму, чин освячення виконав отець Ілія Білинський.
1756 року було утворено окреме Зарваницьке намісництво, саме в церкві Пресвятої Трійці відбувалися численні судові слухання Бережанської консисторії львівського єпископа. Загалом у 1764—1786 роках було занотовано близько 1 000-чі судових актів, з них переважну більшість нотував зарваницький декан, бережанський намісник  — о. Андрій Липницький.
Завершення робіт в інтер'єрі фіксує візитація 1759 року. За її даними, весь дах будівлі був під ґонтом, окрім куполу, перекритого білою бляхою. Підлогу в храмі встелили теребовлянськими плитами та цеглою. Навколо храму розташовувався цвинтар, оточений квадратним муром. На кладовищі стояла дубова дзвіниця, покрита ґонтом, що мала п'ять дзвонів, а ще один висів у куполі храму. Біля входу до церкви, ліворуч під аркадою, за дерев'яними ґратами розташовувався вівтар з іконою Покрови Богородиці. Навпроти нього, також за ґратами — вівтар св. апостолів Петра і Павла. Трохи далі від них був встановлений вівтар з іконою святого Юрія, написаний «альфреско». Вхід до двох церковних нав-каплиць перегороджували дерев'яні ґрати; стіни в них були оббиті вовняними та шовковими тканинами. У південній каплиці стояв невеликий вівтар із чудотворним образом Розп'ятого Ісуса Христа. На ньому була тернова корона з діамантами, золоті та срібні ланцюжки, золоті монети. Біля нього — шість великих дзеркал сріблом оправлених гданської роботи, багато срібних вотів. Північна каплиця мала також невеликий вівтар, з «відомою своїми ласками» іконою Богородиці, її прикраси були значно скромнішими, тут переважали корали та перли. Крім того, на стінах висіли намальовані на полотні та на дошках образи та ікони.
1759 року завершили виготовлення дерев'яної високомайстерної проповідальниці, кошти для чого надав канівський староста Микола Василь Потоцький. На проповідальниці помістили фігури Ісуса Христа на земній кулі та чотирьох євангелістів. На балдахіні проповідальниці, яка прикрашена кількома різьбленими статуями, розміщений герб Золота Пилява. Є чимало серйозних аргументів для того, аби вважати автором багатьох різьблених творів цієї церкви Йогана Георга Пінзеля, який працював у Бучачі, дідичній власності Миколи Василя Потоцького.
1784 року живописець Андрій Солецький виконав розписи в церкві, які відновив у 1859 році Антоній Качмарський.
1936 року маляр Володимир Іванюх (учень Олекси Новаківського), розмалював фасад церкви і при цій нагоді, виготовив теж копію чудотворної ікони Матері Божої.
У березні 1946 року після львівського псевдособору церкву було зачинено, у ній же одразу розмістили зерносклад колгоспу. Відновити свою роботу храм зміг лише з 1989 року.

### Коронування
Чудотворну ікону («образ») Розп'ятого Спасителя, який коронували за дозволом Папи Римського, в 1742 році в присутності львівського греко-католицького митрополита Атаназія Шептицького, після пожежі 1754 року перенесли до цього храму.
1867 року заходами пароха (УГКЦ) у Зарваниці отця Порфирія Мандичевського, посла до Галицького сейму було урочисто короновано ікону Матері Божої в Зарваниці.

### Пожертви церкві
- У 1761 році за погодження владики Лева Шептицького до актів духовного єпископського суду у Львові було внесено леґаційні записи про суми коштів на підтримку церкви. Перший запис від 22 січня 1761 р. стосувався леґації 5 000 злотих від Теофілі Стрибильської, з яких парафія мала річні відсотки[5].
- У травні 1765 року здійснено другу леґацію — запису 6 000 злотих від нурського чашника Томи Жураковського. З нього церква отримувала 7 % річних (420 злотих)[5].
- 26 червня 1774 року Микола Василь Потоцький підписав свій заповіт, у якому призначив для церкви 8 000 польських злотих[16].
- У 1785 році від Семена Шептицького, Коморовського, Ксаверія Стоїнського[5].

### Усипальниця
У храмі були поховані принаймні двоє «сотрудників церкви»: 22 червня 1781 р. — Матей Данашевський, а 20 жовтня 1771 р. — Іван Лисинецький, навпроти вівтаря Покрови Пресвятої Діви Марії.

## Короткий опис
Архітектурні форми прості. Будівля — однонавна, хрещата із закругленою апсидою, до якої прилягають дві прибудови. Стіни фланковані стовпами. Двосхилий дах увінчує висока відкрита маківка. Розміри: 24 м х 25 м х 15 м.

## Галерея

Ікона Матері Божої Зарваницької в церкві
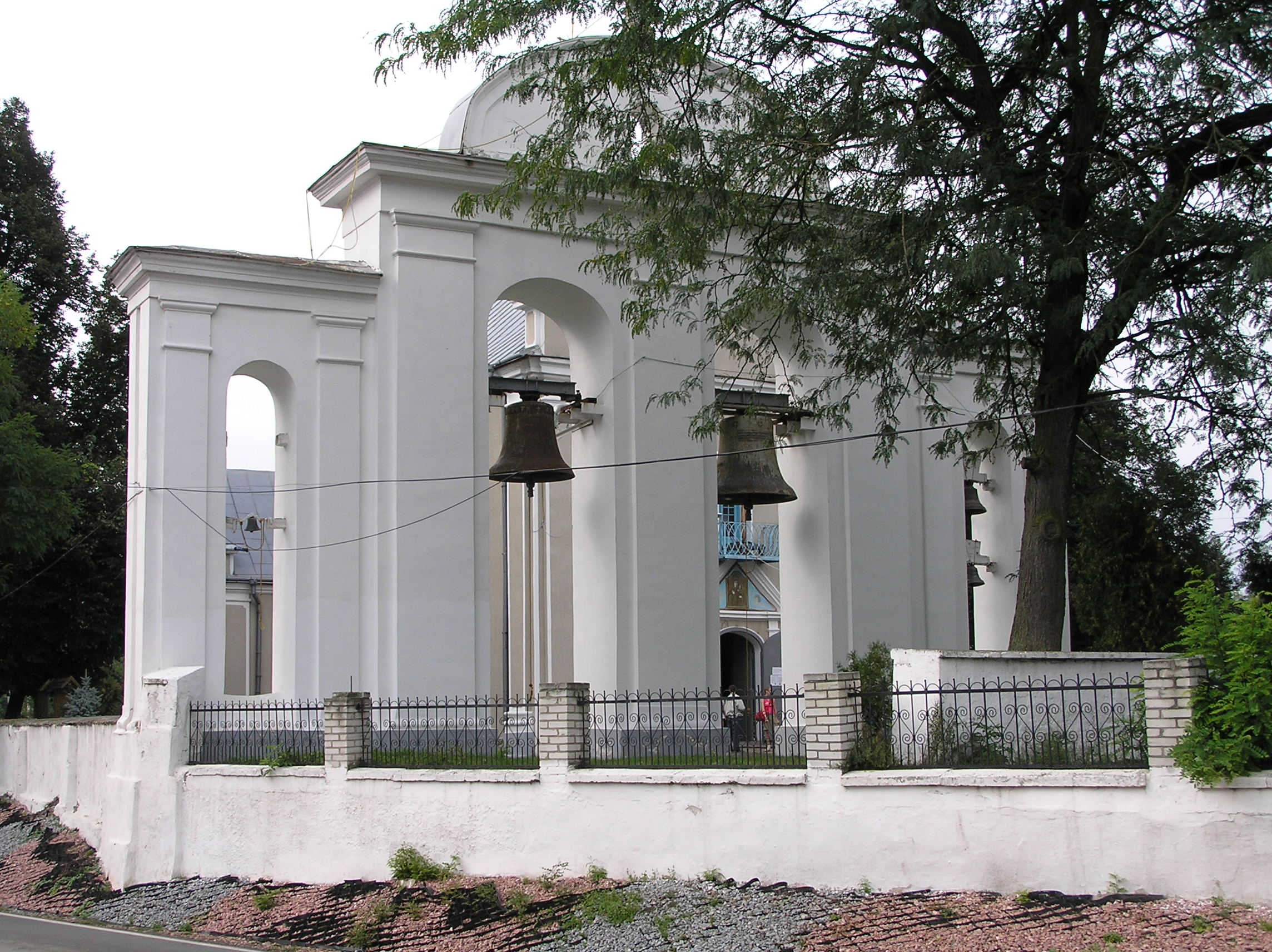
Дзвіниця біля церкви
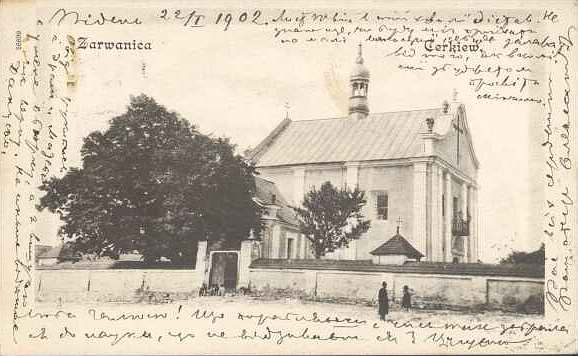
Зображення церкви на поштівці, 1902 рік
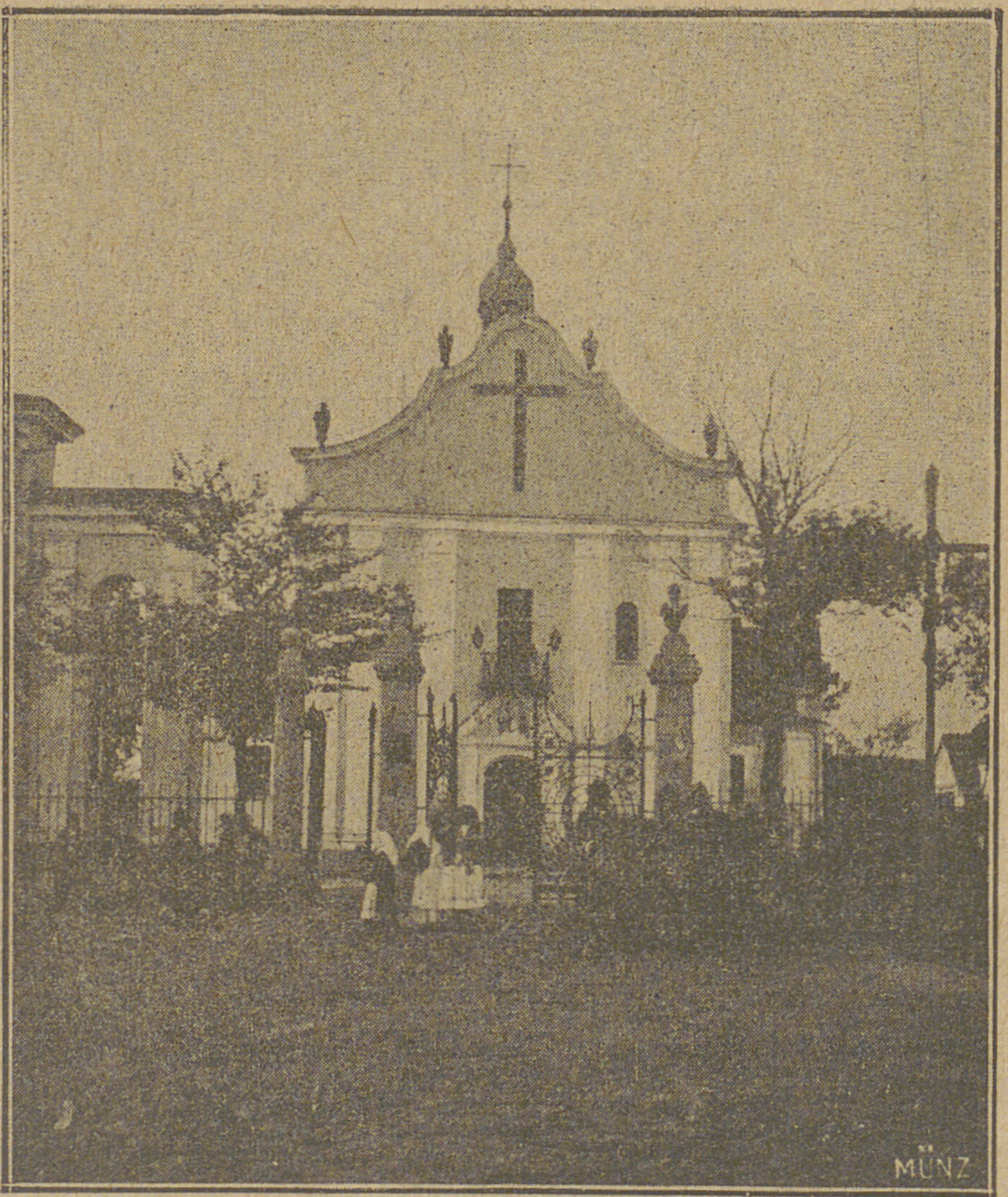
Вигляд церкви до Першої світової війни
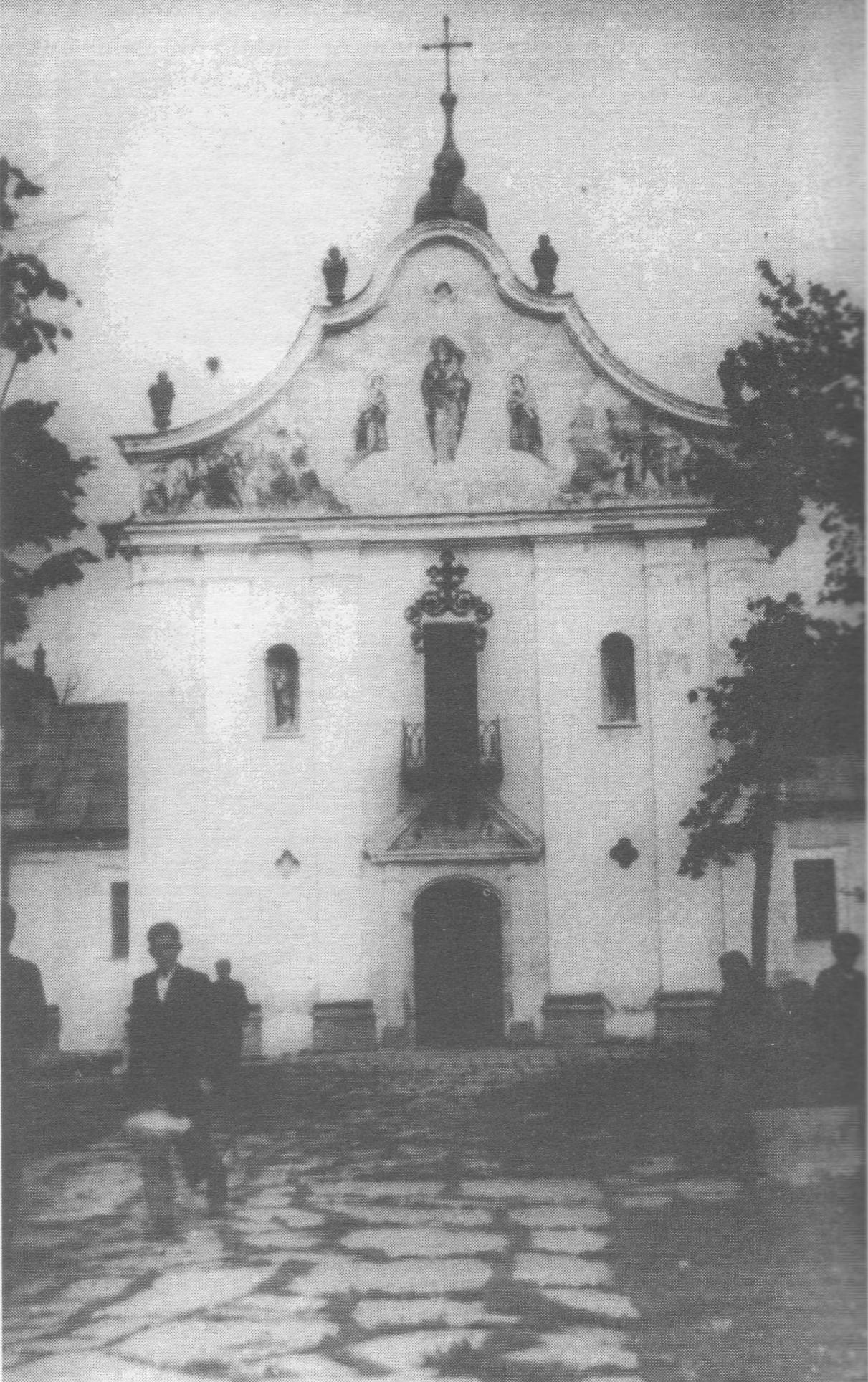
Розпис фасаду; Володимир Іванюх, 1936 рік
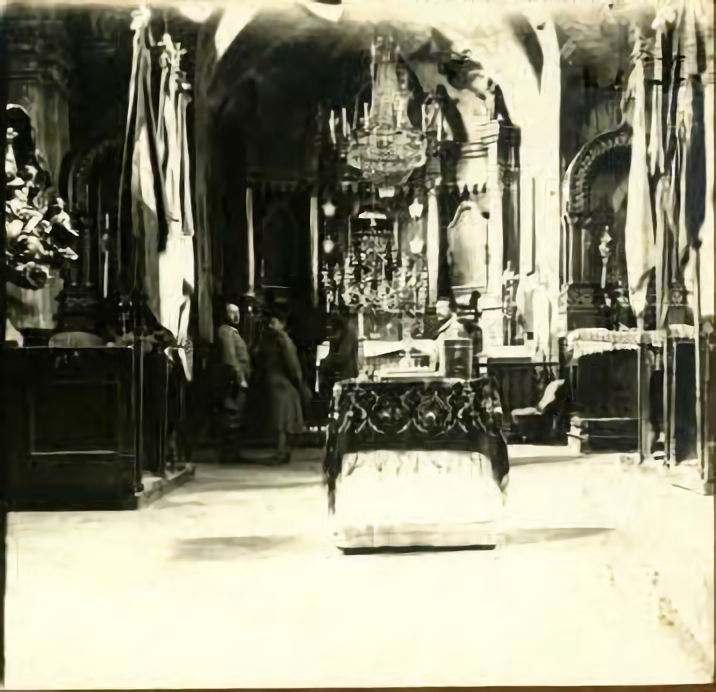
Центральний вівтар церкви, 1915 рік
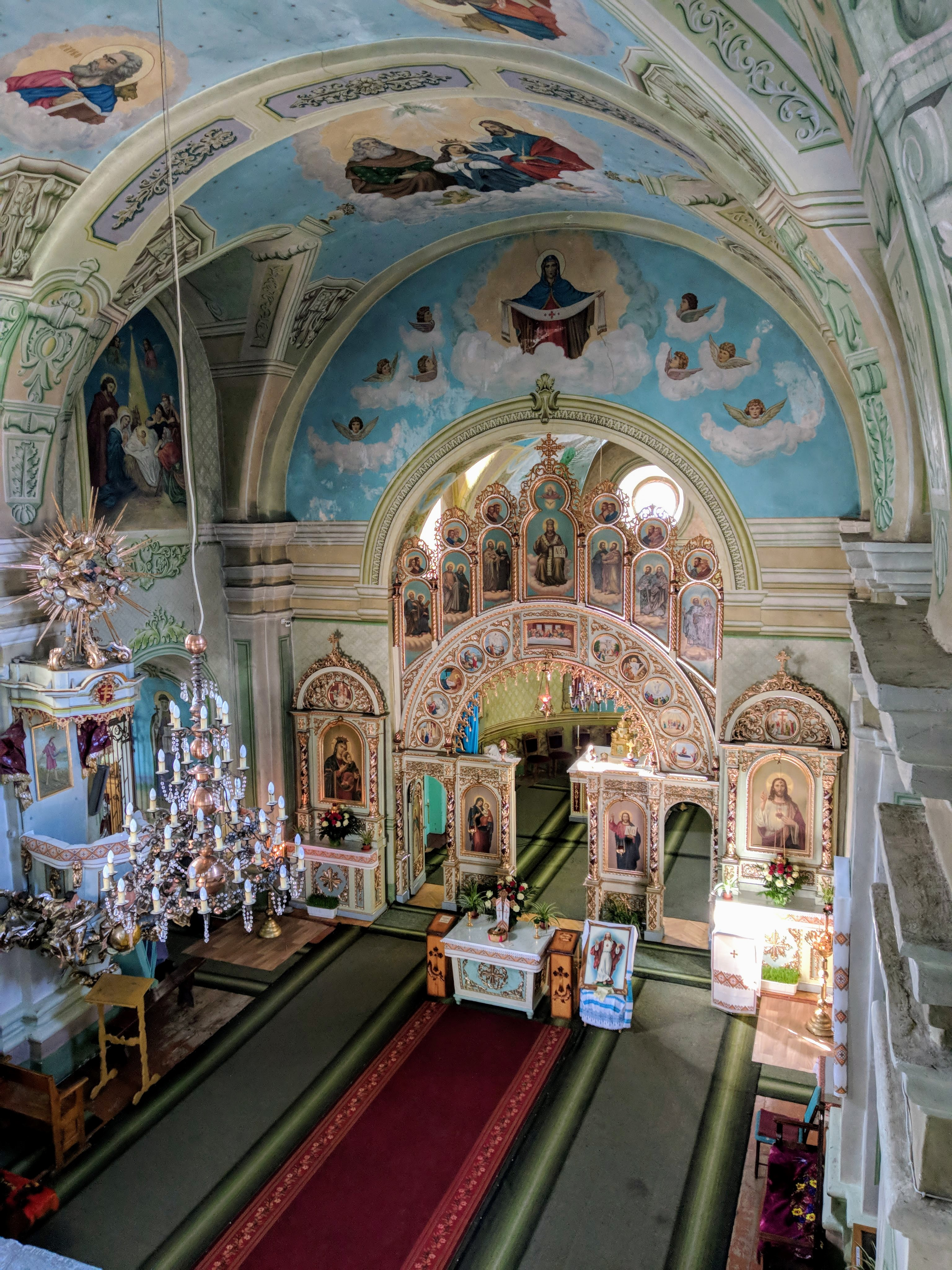
Інтер'єр церкви, 2018 рік
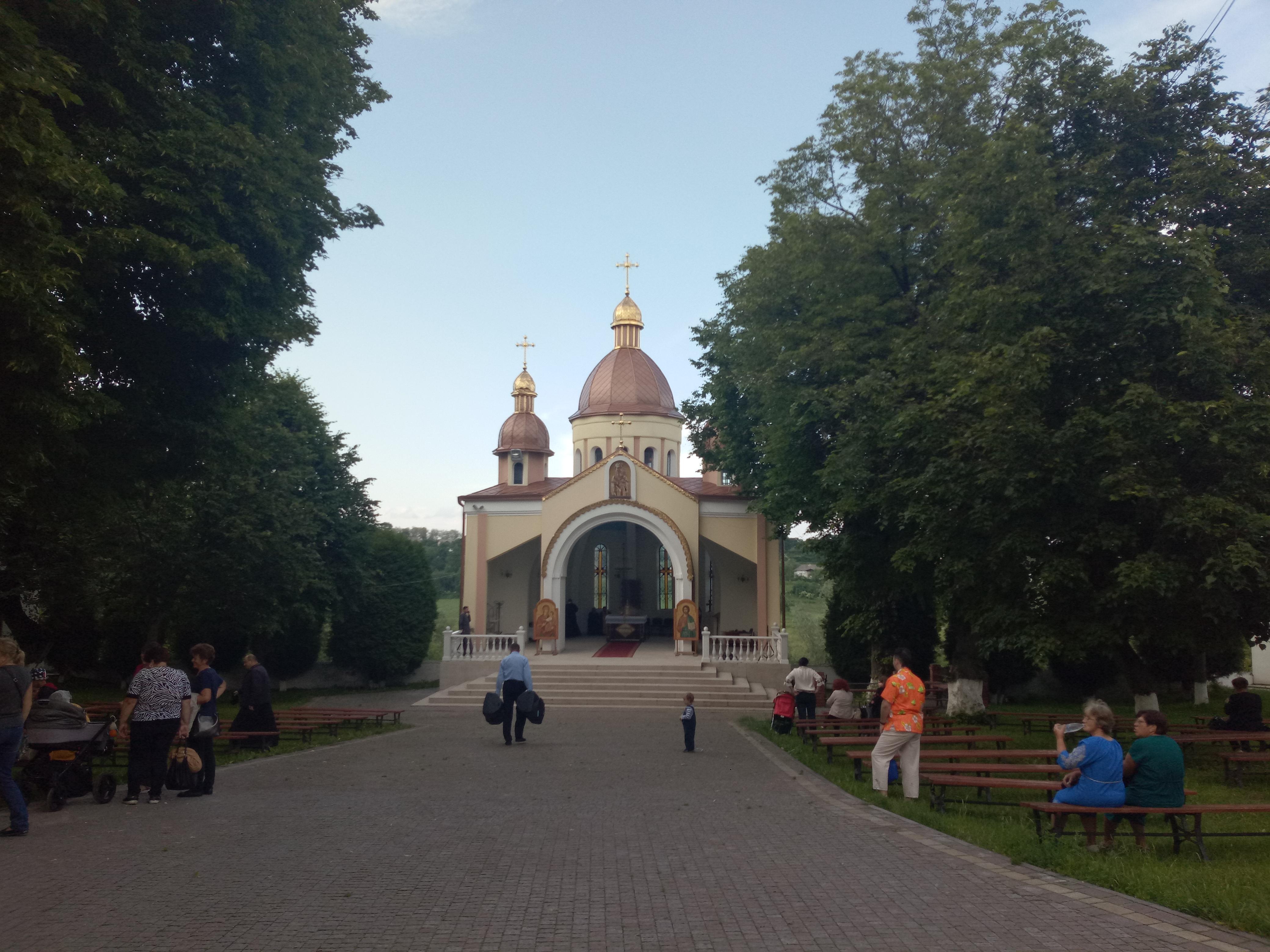
Храм на території церкви
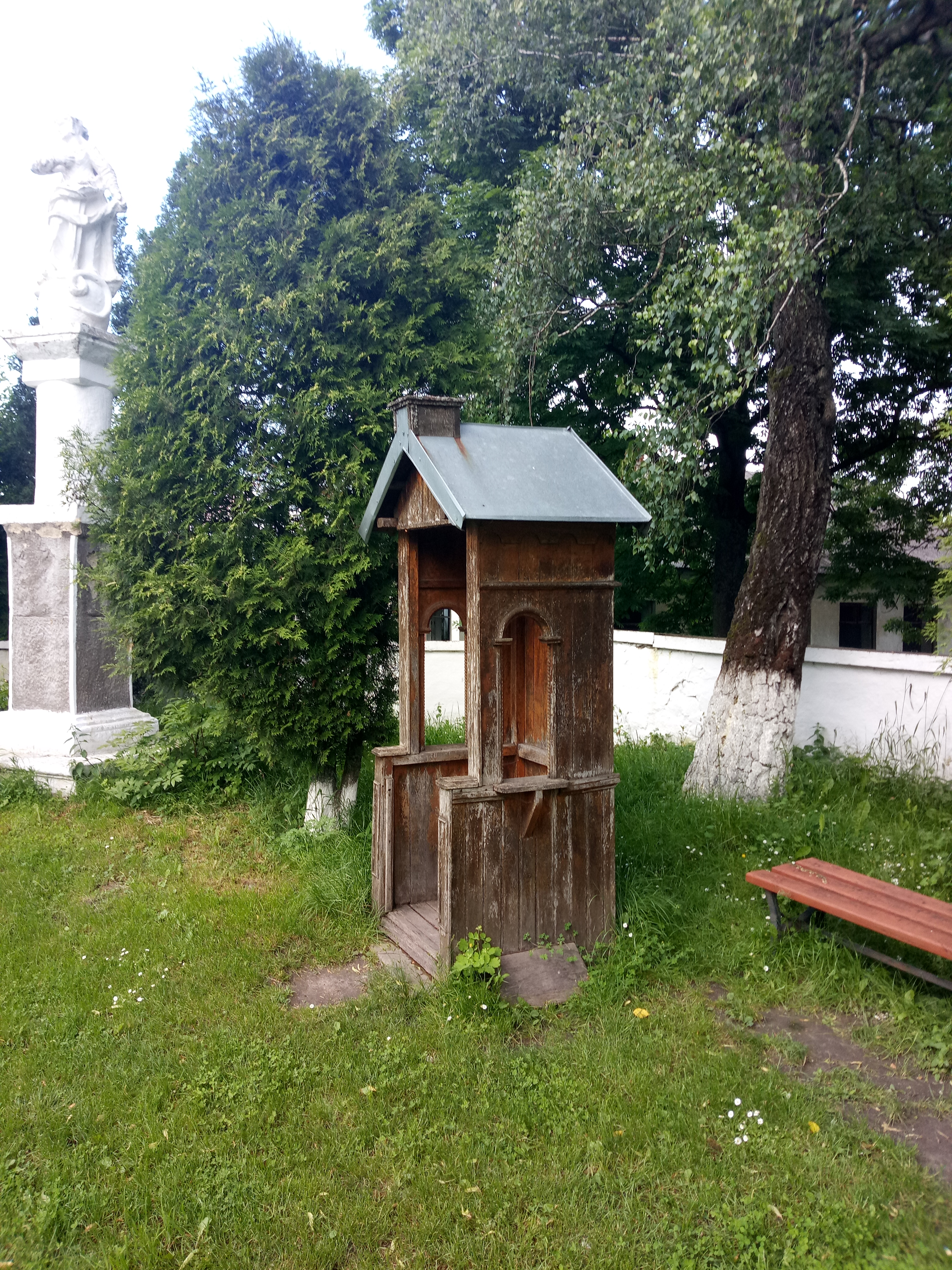
Сповідальня